# Stritar
Stritar (Auchenorrhyncha) är en underordning i insektsordningen halvvingar som har ljudalstrande organ på bakkroppen, till exempel cikador. Stritar finns över hela världen, utom i de allra kyligaste trakterna. Några av de familjer som ingår underordningen förutom cikadorna är lyktstritar, kilstritar, sporrstritar, spottstritar, puckelstritar och dvärgstritar.
Grupper av hannar ropar gemensam efter honor. Ljudstyrkan kan gå upp till 95 decibel.